# Kompromat (renseignement)
Pour les articles homonymes, voir Kompromat.
Kompromat (en russe : компромат, abrégé de компрометирующий материал ; litt. « matériel compromettant » en français) est un terme russe désignant des documents compromettants, authentiques ou fabriqués (c'est le cas le plus courant) qui sont utilisés pour nuire à une personnalité politique, un journaliste, un homme d'affaires ou toute autre figure publique, généralement un service de renseignement. Concernant la police, on parle de provocation policière.
Le terme « kompromat » est utilisé pour désigner l'affaire judiciaire causée par la diffusion d'un document compromettant, ou bien le scandale public généré par celui-ci. Exemple : « Le kompromat qui visait le procureur russe Iouri Skouratov a été imaginé et conduit par Vladimir Poutine, alors chef du FSB, dans le but de protéger le président Eltsine accusé de corruption ».

## Description
Un kompromat peut être utilisé pour répandre de la publicité négative (calomnie), pour faire chanter un individu, pour éliminer un rival ou pour s'assurer de la loyauté d'une cible. Il peut être fourni par un service de sécurité d'un État (service de renseignement) ou être un faux créé de toutes pièces, puis publié en payant par exemple un journaliste,,,,.
Le mot kompromat a été inventé par le KGB, l'ancêtre du FSB.

## Victimes (supposées ou avérées) dekompromats
- Mikhaïl Kassianov et Natalia Pelevine[9],[10].
- Le juge russe Iouri Skouratov[2].
- L'ambassadeur de France en Russie Maurice Dejean[2].
- Le directeur de l'Alliance française d'Irkoutsk, arrêté, torturé et évadé, Yoann Barbereau[11],[12],[13],[8].
- Le hockeyeur russe Artemi Panarine, accusé d'avoir frappé une femme à Riga (Lettonie)[14].
- Gilles Artigues, filmé à son insu avec un escort boy afin de l'évincer de la mairie de Saint-Étienne[15],[16].
- Mohamed El Ghanem à Genève.
- Opération Memphis